# Арістау
Арістау (нім. Aristau) — громада  в Швейцарії в кантоні Ааргау, округ Мурі.

## Географія
Громада розташована на відстані близько 80 км на північний схід від Берна, 27 км на південний схід від Аарау.
Арістау має площу 8,6 км², з яких на 9,2% дозволяється будівництво (житлове та будівництво доріг), 68,6% використовуються в сільськогосподарських цілях, 15,1% зайнято лісами, 7,1% не є продуктивними (річки, льодовики або гори).

## Демографія
2019 року в громаді мешкало 1487 осіб (+14,6% порівняно з 2010 роком), іноземців було 17,1%. Густота населення становила 172 осіб/км².
За віковим діапазоном населення розподілялося таким чином: 19,1% — особи молодші 20 років, 67,7% — особи у віці 20—64 років, 13,2% — особи у віці 65 років та старші. Було 629 помешкань (у середньому 2,3 особи в помешканні).
Із загальної кількості 355 працюючих 84 було зайнятих в первинному секторі, 60 — в обробній промисловості, 211 — в галузі послуг.